# 烏瓦 (懷俄明州)
烏瓦（英語：Uva）是美國懷俄明州普拉特縣一個非建制地區，其海拔約為1,364米（4,475英尺）。美國共和黨籍政治人物喬·查斯汀的出生地出生于此，此人曾經在1973年至1977年期間擔任懷俄明州眾議院議員。